# سد بوكردان (الجزائر)
سد بوكردان هو سد مائي يقع في ولاية تيبازة الجزائرية، وتحديدًا في إقليم بلدية سيدي اعمر الواقعة جنوب شرق مدينة تيبازة، عاصمة الولاية.

## الوصف
تبلغ قدرة تخزينه النظرية 90 مليون متر مكعب. يقوم السد بتلبية الاحتياجات السنوية بمياه الشرب للبلديات السبع (حجوط، مراد، سيدي اعمر، سيدي غيلاس، شرشال، الناظور، تيبازة، بالإضافة إلى دوار خشن ببلدية عين تقورايت) والتي تبلغ 11 مليون متر.

## البيئة
يوجد حوالي 619 طير مستقر من مختلف الأنواع بسد بوكردان وهي مصنفة ضمن 15 فصيلة من الطيور المهاجرة.

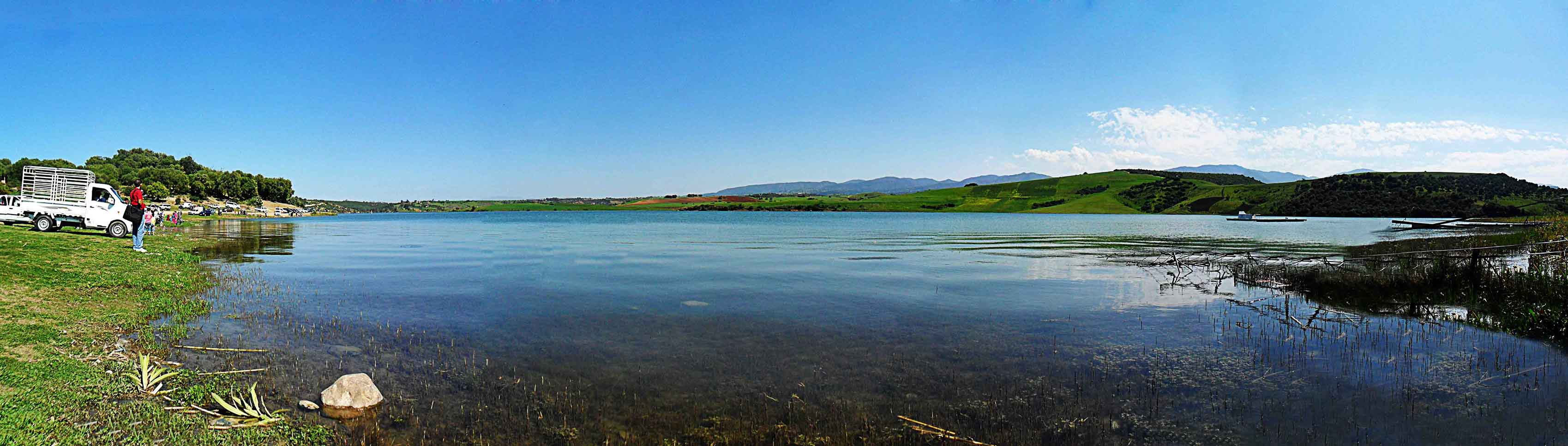
بحيرة السد